# 4513 Лувр
4513 Лувр (4513 Louvre) — астероїд головного поясу, відкритий 30 серпня 1971 року.
Тіссеранів параметр щодо Юпітера — 3,217.
Названий на честь славетного музею в Парижі Лувр